# Antyprzemienność
Działanie antyprzemienne to takie działanie dwuargumentowe {\displaystyle \diamondsuit ,} którego wynik zmienia się na przeciwny po zmianie kolejności argumentów:
{\displaystyle A\diamondsuit B=-B\diamondsuit A.}
Działania takie można zdefiniować tylko w algebrach, które znają pojęcie elementu przeciwnego. Zwykle pojęcie to jest więc używane w kontekście pewnego pierścienia, gdzie symbol {\displaystyle -x} jest interpretowany jako element odwrotny do {\displaystyle x} ze względu na dodawanie.
Z definicji antyprzemienności wynika:
{\displaystyle A\diamondsuit A=0,}
gdzie 0 jest elementem neutralnym ze względu na dodawanie.

## Przykłady
- odejmowanie liczb całkowitych, rzeczywistych, zespolonych i macierzy
- iloczyn wektorowy w przestrzeni trójwymiarowej
- iloczyn zewnętrzny